# Orbost
Orbost – miasto w Australii, w stanie Wiktoria.